# NGC 243
NGC 243 è una galassia lenticolare situata nella costellazione di Andromeda.

## Descrizione
La galassia presenta una larga riga a 21 cm dell'idrogeno neutro.

## Scoperta
NGC 243 è stata scoperta il 18 ottobre 1881 dall'astronomo francese Édouard Stephan.

## Gruppo di NGC 315
NGC 243 fa parte del gruppo di NGC 315, un raggruppamento che comprende almeno una quarantina di galassie. Oltre a NGC 243, i principali membri del gruppo sono: NGC 226, NGC 252, NGC 260, NGC 262, NGC 266, NGC 311, NGC 315, NGC 338, IC 43, IC 66 e IC 69.